# Conrad Leemans
Conradus (Conrad) Leemans (Zaltbommel, 24 april 1809 - Leiden, 14 oktober 1893) was een Nederlands egyptoloog en directeur van het Rijksmuseum van Oudheden te Leiden.

## Leven en werk
Leemans studeerde theologie aan de Universiteit Leiden. In zijn studententijd nam hij in 1831 als vrijwilliger deel aan de Tiendaagse veldtocht bij het onderdeel Vrijwillige Jagers der Leijdsche Hoogeschool. Hij raakte op 11 augustus geblesseerd bij het avondgevecht bij Boutersem.
Na een ontmoeting met Caspar Reuvens veranderde Leemans van studie in de richting van de archeologie. Vanaf 1834 was hij werkzaam bij het Rijksmuseum van Oudheden, waar hij tussen 1839 en 1891 de functie van directeur bekleedde. Leemans organiseerde de eerste openbare vertoning van de door Reuvens verworven collecties, stelde een catalogus samen van Egyptische objecten (de Catalogue Raisonnée, 1840) en bewerkte de seriële publicatie van de Monumens Égyptiens, een lithografische catalogus van de Egyptische verzameling. Als directeur van het museum bestudeerde Leemans Leidse papyri en voltooide zo het werk dat door Reuvens was begonnen.
Leemans werd in 1840 benoemd tot lid van het Koninklijk Instituut, de voorloper van de Koninklijke Nederlandse Akademie van Wetenschappen.

## Familie
Leemans was een telg uit het in het Nederland's Patriciaat opgenomen geslacht Leemans en een zoon van arts dr. Wilhelmus Leemans (1774-1848) en Hillegonda Rachel Ganderheyden (1785-1858). Hij trouwde in 1840 met Cornelia Maria de Virieu (1818-1904), een dochter van landschapsarchitect François Willem de Virieu (1789-1876), met wie hij een zoon en een dochter kreeg, onder wie ir. Wilhelmus François Leemans (1841-1929).

## Onderscheidingen

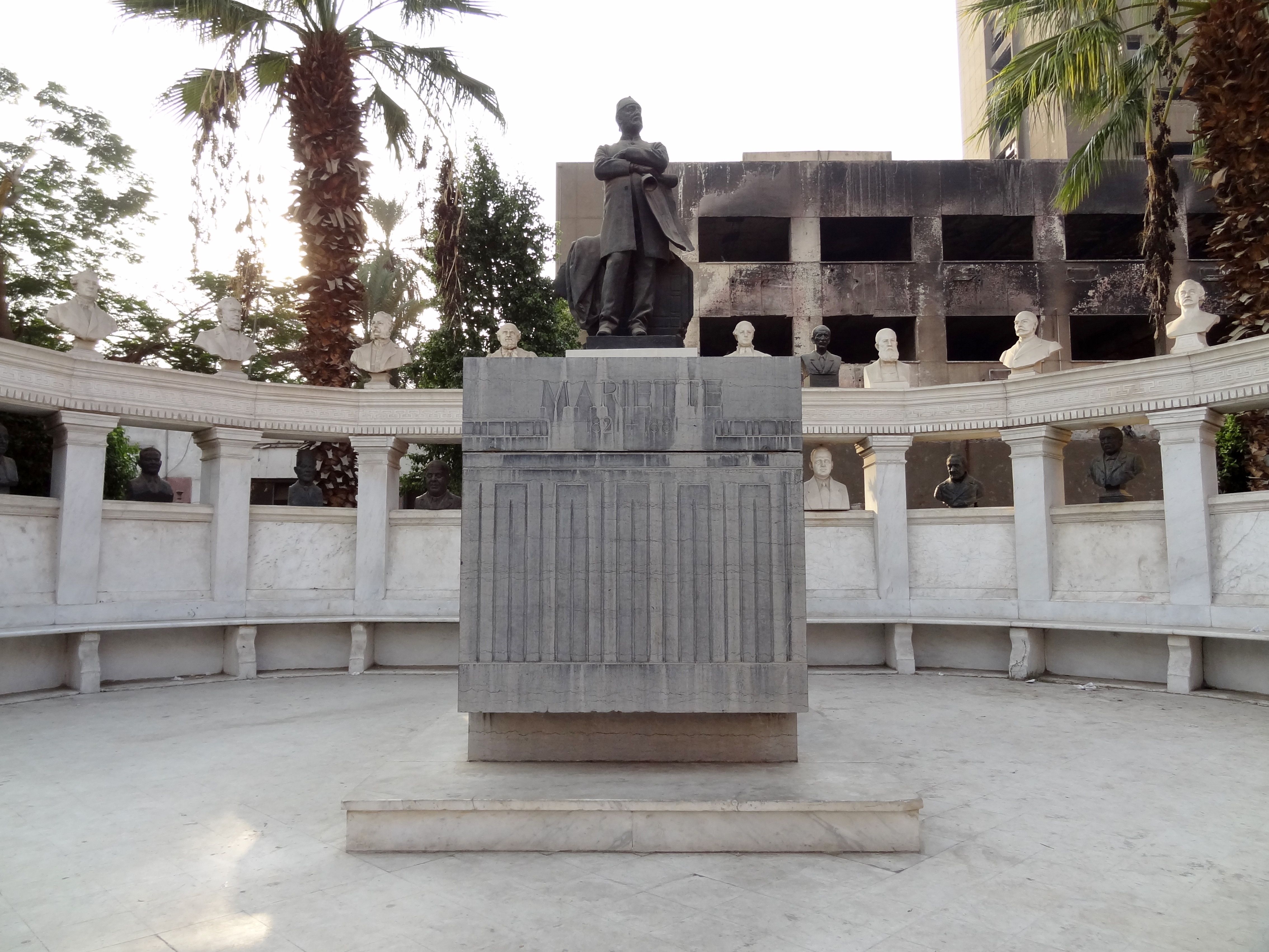
Grafmonument van Auguste Mariette

Leemans werd onderscheiden als commandeur in de Orde van de Nederlandse Leeuw. Een bronzen portretkop van Leemans is onderdeel van het grafmonument van Auguste Mariette in de voortuin van het Egyptisch Museum (Caïro).